# Jordi Villacampa i Amorós

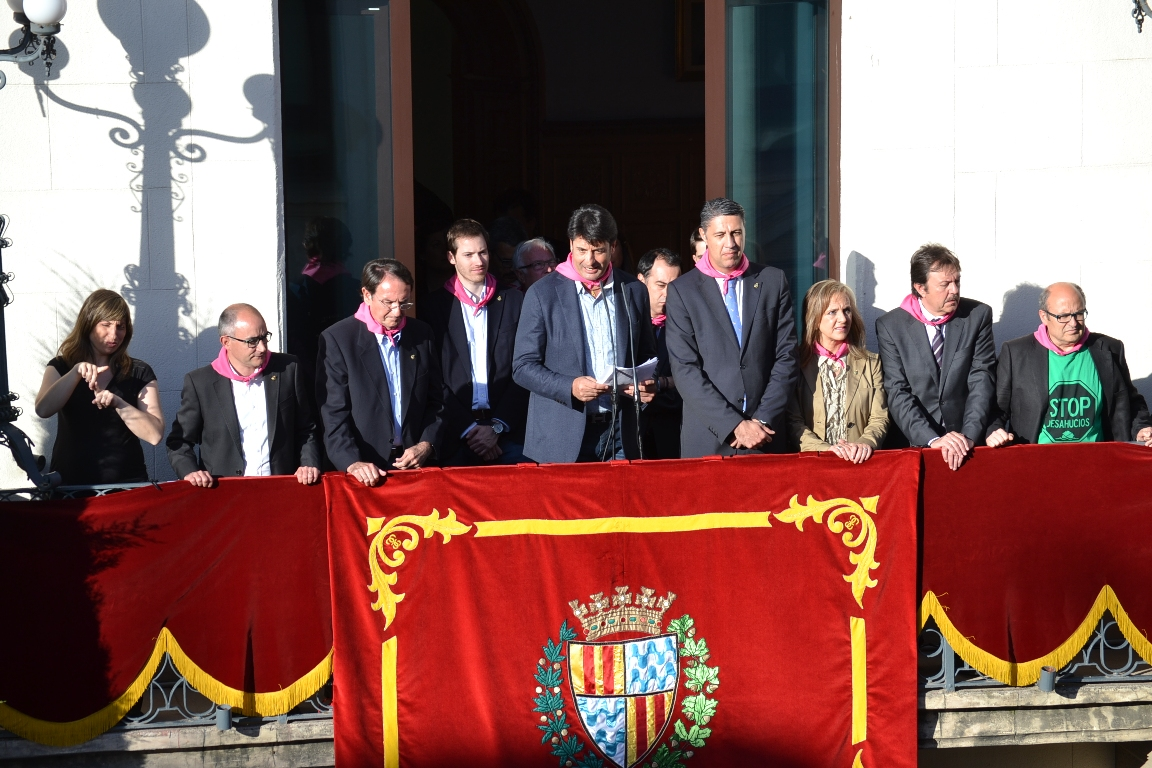
Jordi Villacampa realitzant el pregó de les Festes de Maig de Badalona de 2014

Jordi Villacampa i Amorós (Reus, 11 d'octubre de 1963) és un destacat exjugador de bàsquet al Club Joventut de Badalona durant les dècades de 1980 i 90 i president del mateix club des de 1999 fins a 2017.
Format al planter del Club Joventut Badalona, amidava 1,96 metres i jugava a la posició d'escorta. Va debutar amb el primer equip la temporada de 1980-1981, amb només 16 anys. Com a jugador va destacar per la seva velocitat i bon tir exterior, cosa que el convertí en un dels millors alers europeus. La seva retirada es va produir el 1997, amb 35 anys. El joventut sempre ha tingut bons tiradors. Entre ells Jordi Villacampa, pel seu compromís amb l'entitat i per la seva gran elegància en el joc. Durant tots aquests anys va guanyar una Copa d'Europa, a més de dues lligues ACB, entre altres títols que conformen un brillant palmarès. És el jugador que més títols ha aconseguit amb el primer equip del Joventut, amb 18, per davant d'un altre històric, Rafa Jofresa, amb 16.
Fou internacional amb Espanya (debutà el 1984), amb la qual participà en totes les grans competicions internacionals del moment llevat dels Jocs Olímpics del 1984 a Los Angeles degut a una controvertida decisió del seleccionador espanyol que el va deixar fora: 2 Jocs Olímpics (Seül'88, Barcelona'92), 3 Mundials (1986, 1990, 1994), 4 Europeus (1985, 1987, 1991, 1993). Té el rècord d'anotació en un partit de la selecció amb 48 punts (contra Veneçuela l'agost de 1990). El millor resultat fou la medalla de bronze a l'Europeu de Roma'91.
La seva samarreta, amb el número 8, fou retirada el 22 de desembre del 1998 al pavelló de la Penya. Integrant de la Selecció Europea en diverses ocasions.
Va ser president del Club Joventut de Badalona. La seva presidència va començar el 1999 i va acabar el 25 d'abril de 2017.

## Trajectòria esportiva
- Club Joventut de Badalona (categories inferiors)
- Club Joventut de Badalona: 1980-1997

## Títols
| Títol                          | Anys                                        |
| ------------------------------ | ------------------------------------------- |
| Campió Copa d'Europa           | 1993/94                                     |
| Subcampió Copa d'Europa        | 1992                                        |
| Campió Lliga ACB               | 1990/91, 1991/92                            |
| Subcampió Lliga ACB            | 1984/85, 1986/87, 1989/90, 1992/93          |
| Subcampió Copa del Rei         | 1985, 1986, 1987, 1990, 1993                |
| Campió Copa Korac              | 1980/81, 1989/90                            |
| Subcampió Recopa               | 1987/88                                     |
| Campió Copa Federació          | 1985/86, 1986/87                            |
| Campió Copa Príncep d'Astúries | 1986/87, 1989/90, 1990/91                   |
| Campió Lliga Catalana          | 1986/87, 1987/88, 1988/89, 1990/91, 1992/93 |
| Subcampió Lliga Catalana       | 1981/82, 1982/83, 1984/85, 1985/86, 1993/94 |